# Тутаєв

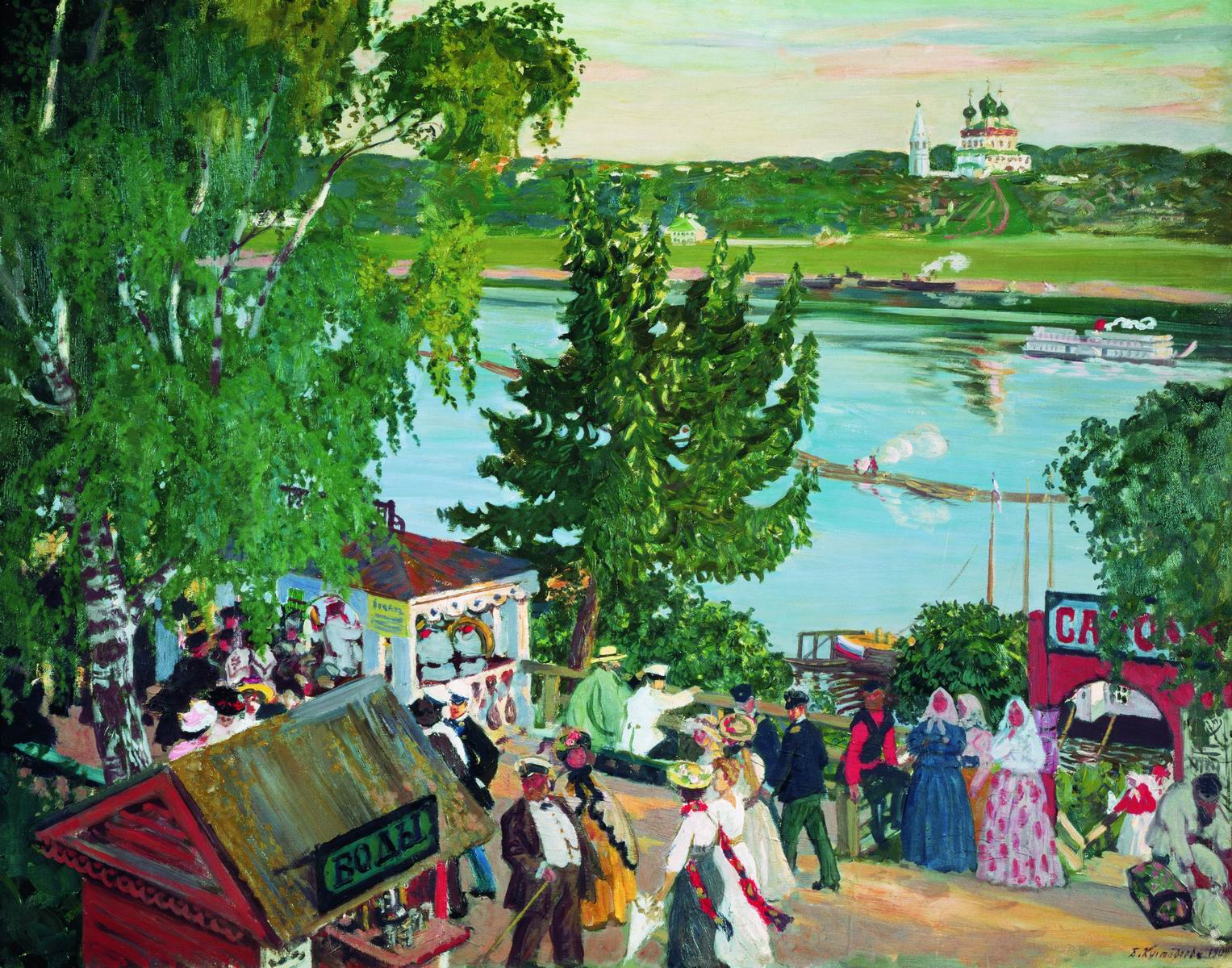
Борис Кустодієв. Прогулянка на Волзі. 1909 рік

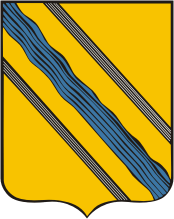
Герб Романова (1778)

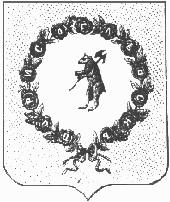
Герб Борисоглібська (1778)

Тутаєв (рос. Тутаев), до 1918 року — Романов-Борисоглєбск (рос. Романов-Борисоглебск), до 1822 року — міста Романов та Борисоглєбск — місто обласного підпорядкування в Росії, міське поселення, адміністративний центр Тутаєвського району Ярославської області. Місто є 12-м містом (з дванадцяти), що входить в Золоте кільце Росії.

## Географія
Місто розташоване на обох берегах річки Волги. Утворилось в результаті об'єднання двох самостійних міст — Романова та Борисоглєбська, які розташовувалися на протилежних берегах Волги; в пам'ять про це лівобережна частина носить назву Романівська, а правобережна — Борисоглібська.

## Історія

### Місто Романов
Місто Романов було засноване в 2-й половині XIII століття Углицьким князем Романом Володимировичем, від імені якого і походить назва міста. У ході одного з набігів орди місто було повністю зруйноване.
Пізніше територія, на якій розташовувалися залишки міста, входила до складуЯрославського князівства. У 1345 році, коли помер ярославський князь Василь Давидович Грізні Очі, його син Роман Васильович відбудував місто заново і зробив центром самостійного Романовського князівства. У центрі відродженого міста стояли дерев'яна Соборна церква в честь Воздвиження Хреста Господнього, побудована ще Углицьким князем, княжий терем і надвірні споруди. Незабаром навколо фортеці виріс посад.
У XV ст. князівство увійшло до складу Великого князівства Московського. У 1468 княгиня Марія Ярославна, особистим володінням якої тоді було місто, оновила оборонні споруди. У 1472 році вона передала місто у володіння свого сина, углицького князя Андрія Великого; після його арешту у 1491 році Романов остаточно увійшов до складу володінь московського князя.
У 1563 році з волі Івана Грозного відбулося масове переселення татар на Ярославську землю. Місто Романов на двісті років було повністю віддано у володіння татарським мурзам. Держава проводила політику християнізації татар. Указом від 13 грудня 1760 року романовські татари, які відмовилися прийняти православ'я, були переселені до слободи поблизу Костроми (в так зване Чорне село). За час перебування татарських мурз Романов надбав мусульманського вигляду, на околиці міста було побудовано кілька мечетей, але після переселення стійких у вірі татар на околиці Костроми все мечеті в Романові були розібрані.
Під часСмутного часу Романов було розграбовано та спалено, але після місто відродилось. У ньому розвивалися корабельна справа, будувалися суди — «Романівки», які відрізнялися швидкохідністю і маневреністю. Процвітала торгівля.
У 1660 році в Романові на місці дерев'яної церкви будується Хрестовоздвиженський собор. Собор було побудовано ярославськими майстрами-каменорізами та розписано ярославськими та подільськими живописцями. У XVII і XVIII століттях було побудовано ряд інших видатних храмів. Крім них купці будували кам'яні житлові будинки.
У 1777 році Романов став центром повіту Ярославської губернії.

### Місто Борисоглєбск
У XV ст. на правому березі Волги, навпроти міста Романова, з'явилася Борисоглібська рибальська слобода, яка носила ім'я перших руських святих, мучеників-страстотерпців князів Бориса і Гліба.
Під час Смутного часу слобода була, як і Романов, розграбована і спалена. Незабаром життя відродилося;рибалки доставляли рибу до царського столу.
У 1652 році в Борисоглібській слободі будується перший кам'яний, шатровий храм в ім'я Смоленської ікони Божої матері на місці дерев'яного чоловічого монастиря; побудований він, втім, був погано і вже в 1670 році став непридатний. У 1678 році на його основі ярославські майстри побудували найвідоміший храм міста —  Воскресенський собор, який близько 1680 року було розписано ярославськими художниками. У 1660 московськими каменярами в південній частині Борисоглібській слободи була побудована скромніша  Благовіщенська церква .
У 1777 році Борисоглібська слобода була перетворена в місто Борисоглєбск. При цьому вона була адміністративно об'єднана з сусідніми Ямською слободою  і селом Ново-Благовіщення. Нове місто стало, як і Романов, повітовим центром Ярославської губернії.

### Місто Романов-Борисоглєбск
У 1822 році Романов і Борисоглєбск були об'єднані в єдине місто  Романов-Борисоглєбск ; це було зроблено відповідно до указу Олександра I від 30 травня 1822 року і пояснювалося цілями економії по управлінню містами.
Впродовж XIX століття об'єднане місто розвивалося повільно, придушене близькістю великого Ярославля. У місті скоротилося кам'яне будівництво — протягом XIX століття не було створено жодної видатного будівлі. Однак в деяких галузях господарства був досягнутий певний успіх: в околицях міста розводили відомих на всю Росію романівських овець, в місті з'явилася овчинно-хутряна фабрика, функціонували Романовська лляна мануфактура і Костянтинівський завод мінеральних масел поблизу міста.
На початку XX століття місто мало близько 8,5 тис. жителів, які працювали на 12 місцевих фабриках.

### Місто Тутаєв

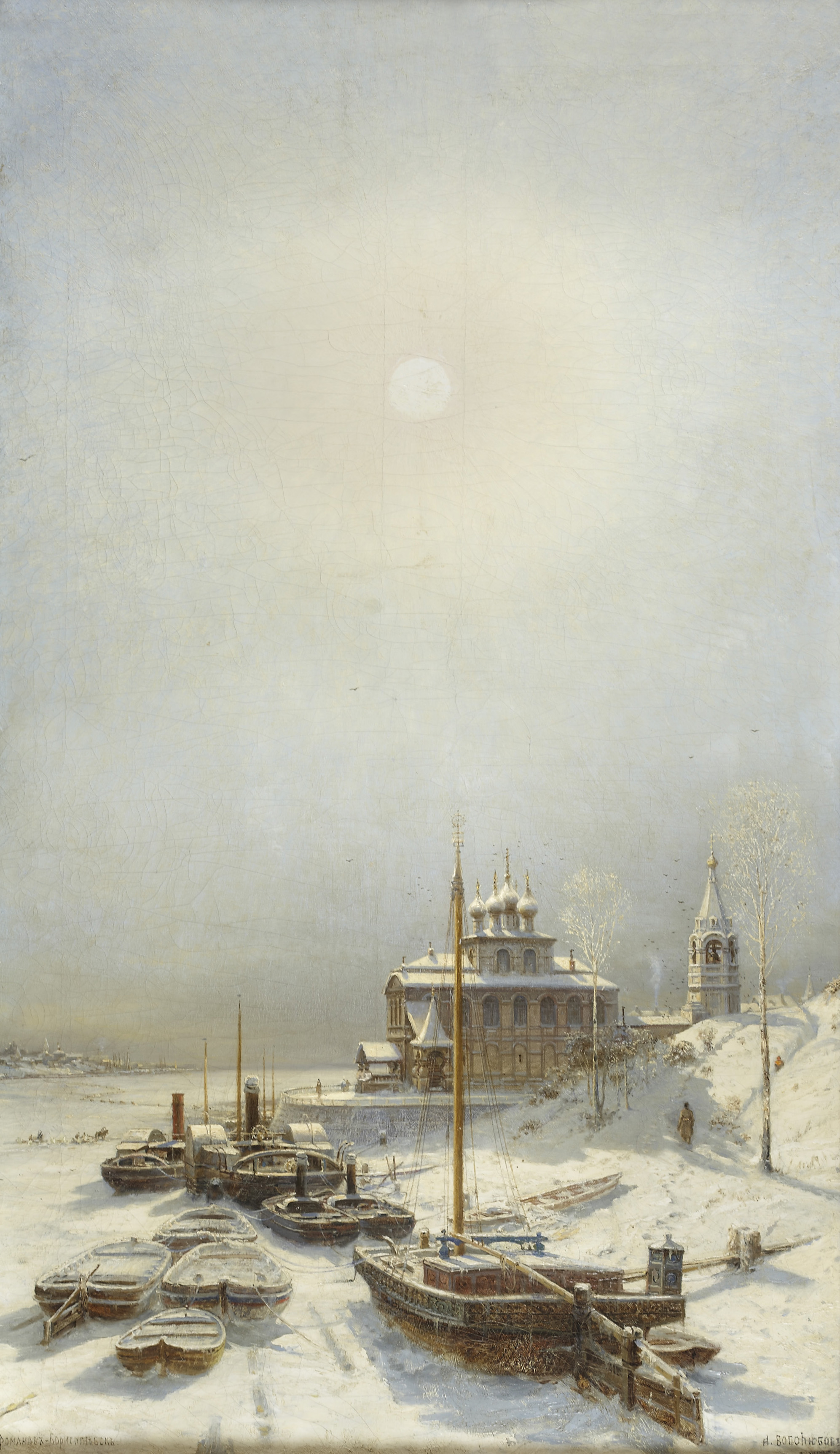
Зима в Борисоглібську. Художник Боголюбов О. П.

9 грудня 1918 року на пленарному засіданні повітового виконкому місто було вирішено називати Тутаєв — на честь червоноармійця І. П. Тутаєва. Повідомлення про перейменування з'явилося в пресі 18 грудня.
У повоєнний час в Тутаєві продовжували розвиватися традиційні для нього галузі з переробки льону, швейне та меблеве виробництво. На початку 1970-х років зведено найбільший у Ярославській області моторобудівний завод.

### Питання про повернення старої назви
Питання про повернення місту старої назви виникло, як і в інших перейменованих за радянських часів містах, на початку перебудови.
27 травня 2015 року на міській раді було винесено рішення про повернення історичної назви міста Романов-Борисоглєбск. Депутати Ярославської обласної Думи схвалили перейменування міста Тутаєва. Росреєстр дав добро на повернення історичної назви міста. 11 грудня 2015 року Ярославська обласна дума звернулася із законодавчою ініціативою щодо перейменування міста Тутаєва в Держдуму РФ. Історична назва зрештою повернута не було.

## Транспорт

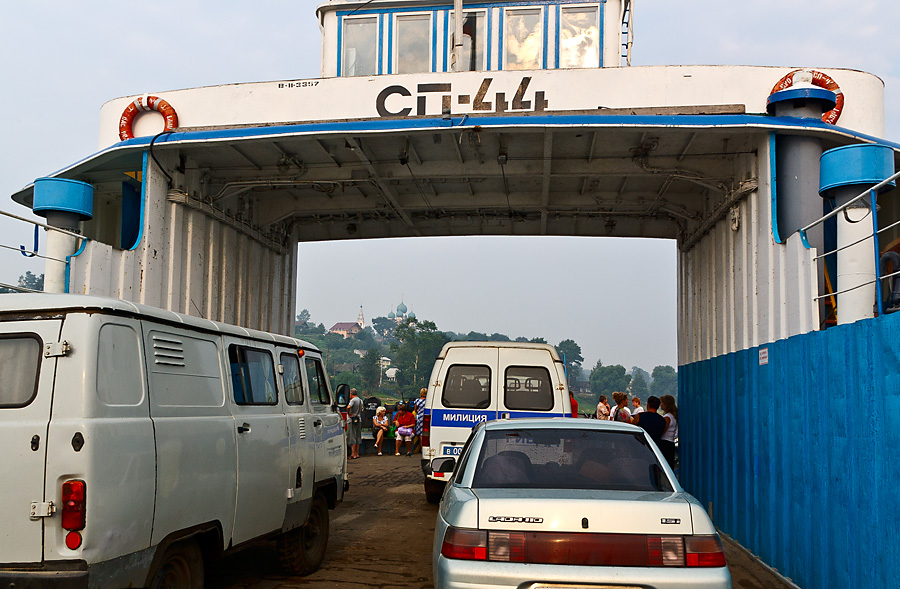
Пором в Тутаєві

Через Тутаєв проходить автодорога, що з'єднує місто з Ярославлем і Рибінськом. У місті немає моста черезВолгу, тому доводиться влітку використовувати човни або пором, а взимку переходити по льоду або добиратися через Ярославль, який знаходиться в 40 км по автодорозі. Автобусне сполучення з Ярославлем і Рибінськом є в обох частинах міста. На правому березі Тутаева працює маршрутне таксі, що здійснює рейси від ЦРЛ до поромної переправи і назад.

## Цікаве
Тутаєв входить в «Золоте кільце» Росії, і недарма називається «Перлиною на Волзі». Церкви Тутаєва, живописно розкидані по горбистих берегах Волги, привертають увагу туристів та любителів архітектури.
- Воскресенський собор (1652)
- Хрестовоздвиженський собор (1 658)
- Благовіщенська церква (1660)
- Спасо-Архангельська церква (1752)
- Церква Вознесіння (1745)
- Казансько-Преображенська церква (1758)
- Покровська церква (1781)
- Троїцька церква (1783)
- Тихоновська церква (1913)
- Будинок в стилі модерн
- Будівля опікунської ради
- Садиба дворян Зацепіних (пізніше — Жеребцова)
- Міська гімназія
- Будинок Апахових
- Будинок Шумілова
- Будинок Сазанової
- Особняк Дягтерьова
- Будинок купця Рассолова
- Пожежна частина
- Музей «дом на Новинського»
- Музей «Будинок Яковлєва, 16»

## Відомі люди
- Волкова Любов Григорівна (1927—2014) — Герой Соціалістичної Праці.
- Добринський Олександр Григорович (1905—1992) — генерал-майор артилерії.
- Терешкова Валентина Володимирівна — радянський космонавт, перша в світі жінка-космонавт, генерал-майор.